# Farrukhabad
Farrukhabad (en hindi : फ़र्रूख़ाबाद ) est une ville de l'État de l'Uttar Pradesh en Inde.

## Histoire
Muhammad Khan Bangash (1665-1743), chef de tribu, fonde la ville en 1714 et en devient ainsi le premier nawab. Entré au service de  l'empereur Farrukhsiyar, le nom de la ville porte le nom de son protecteur.
La ville est connue pour son école de peinture créée sous le règne de Ahmad Khân Bangash. Cette école privilégie les thèmes hédonistes, les loisirs et les divertissements princiers. Les couleurs dominantes sont le jaune, le brun orangé et le gris.